# Christophe Revault
Christophe Revault (Parijs, 22 maart 1972 – Le Havre, 6 mei 2021) was een Frans voetballer die doorgaans als doelman. Tussen 1992 en 2010 was hij actief voor Le Havre, Paris Saint-Germain, Stade Rennes, Toulouse, opnieuw Stade Rennes en opnieuw Le Havre.
Revault werd op 6 mei 2021 dood aangetroffen in zijn huis in Le Havre, op 49-jarige leeftijd. Uit autopsie bleek dat hij was overleden aan een buikvliesontsteking.

## Clubcarrière
Revault doorliep de jeugdopleiding van Le Havre en maakte in 1992 zijn debuut in het eerste elftal. Na vijf seizoenen met niet meer dan drie optredens per jaargang, werd hij voorafgaand aan het seizoen 1994/95 benoemd tot eerste doelman van de club. Nadat hij die rol drie seizoenen had vervuld, trok Paris Saint-Germain Revault aan. Een seizoen (waarin de Coupe de France werd gewonnen) later werd Stade Rennais zijn nieuwe club en in 2000 volgde een transfer naar Toulouse. Die club werd terwijl hij daar speelde twee divisies teruggezet, maar Revault bleef de club trouw. Na twee opeenvolgende promoties keerde Toulouse met de Fransman onder de lat terug op het hoogste niveau. Hier bleef hij nog drie jaar spelen, voor hij bij Stade Rennes reservedoelman werd achter Simon Pouplin. Revault vervuldie die rol één jaargang, voor hij terugkeerde bij Le Havre. Met deze club promoveerde hij, om ook direct weer te degraderen. Na afloop van het seizoen 2009/10 zette de doelman een punt achter zijn actieve loopbaan.

## Clubstatistieken
| Seizoen | Club                | Competitie | Competitie | Competitie | Beker | Beker | Internationaal | Internationaal | Totaal | Totaal |
| Seizoen | Club                | Competitie | Wed.       | Dlp.       | Wed.  | Dlp.  | Wed.           | Dlp.           | Wed.   | Dlp.   |
| ------- | ------------------- | ---------- | ---------- | ---------- | ----- | ----- | -------------- | -------------- | ------ | ------ |
| 1989/90 | Le Havre            | Division 2 | 3          | 0          | 0     | 0     | —              | —              | 3      | 0      |
| 1990/91 | Le Havre            | Division 2 | 1          | 0          | 0     | 0     | —              | —              | 1      | 0      |
| 1991/92 | Le Havre            | Division 1 | 0          | 0          | 0     | 0     | —              | —              | 0      | 0      |
| 1992/93 | Le Havre            | Division 1 | 1          | 0          | 0     | 0     | —              | —              | 1      | 0      |
| 1993/94 | Le Havre            | Division 1 | 1          | 0          | 0     | 0     | —              | —              | 0      | 0      |
| 1994/95 | Le Havre            | Division 1 | 38         | 0          | 7     | 0     | —              | —              | 45     | 0      |
| 1995/96 | Le Havre            | Division 1 | 38         | 0          | 5     | 0     | —              | —              | 43     | 0      |
| 1996/97 | Le Havre            | Division 1 | 38         | 0          | 2     | 0     | —              | —              | 40     | 0      |
| 1997/98 | Paris Saint-Germain | Division 1 | 28         | 0          | 1     | 0     | 8              | 0              | 37     | 0      |
| 1998/99 | Stade Rennes        | Division 1 | 29         | 0          | 5     | 0     | —              | —              | 34     | 0      |
| 1999/00 | Stade Rennes        | Division 1 | 18         | 0          | 5     | 0     | —              | —              | 23     | 0      |
| 2000/01 | Toulouse            | Division 1 | 30         | 0          | 2     | 0     | —              | —              | 32     | 0      |
| 2001/02 | Toulouse            | National   | 38         | 0          | 2     | 0     | —              | —              | 40     | 0      |
| 2002/03 | Toulouse            | Ligue 2    | 34         | 0          | 4     | 0     | —              | —              | 38     | 0      |
| 2003/04 | Toulouse            | Ligue 1    | 38         | 0          | 4     | 0     | —              | —              | 42     | 0      |
| 2004/05 | Toulouse            | Ligue 1    | 38         | 0          | 3     | 0     | —              | —              | 41     | 0      |
| 2005/06 | Toulouse            | Ligue 1    | 25         | 0          | 1     | 0     | —              | —              | 26     | 0      |
| 2006/07 | Stade Rennes        | Ligue 1    | 0          | 0          | 1     | 0     | —              | —              | 1      | 0      |
| 2007/08 | Le Havre            | Ligue 2    | 38         | 0          | 3     | 0     | —              | —              | 41     | 0      |
| 2008/09 | Le Havre            | Ligue 1    | 33         | 0          | 1     | 0     | —              | —              | 34     | 0      |
| 2009/10 | Le Havre            | Ligue 2    | 6          | 0          | 1     | 0     | —              | —              | 7      | 0      |
| Totaal  | Totaal              | Totaal     | 475        | 0          | 47    | 0     | 8              | 0              | 530    | 0      |

## Erelijst
| Competitie          |          |                  |          |          |
| Competitie          | Aantal   | Jaren            |          |          |
| Le Havre            | Le Havre | Le Havre         | Le Havre | Le Havre |
| ------------------- | -------- | ---------------- | -------- | -------- |
| Division 2/Ligue 2  | 2        | 1990/91, 2007/08 |          |          |
| Paris Saint-Germain |          |                  |          |          |
| Coupe de France     | 1        | 1997/98          |          |          |
| Toulouse            |          |                  |          |          |
| Ligue 2             | 1        | 2002/03          |          |          |

## Trainerscarrière
Na zijn voetbalpensioen in 1992, werd Revault scout bij Le Havre. In 2012 en 2015 werd hij aangesteld als interim-trainer van het eerste elftal. Verder was hij sportief directeur van december 2012 tot aan zijn overlijden in mei 2021.